# Unité urbaine de Matha
L'unité urbaine de Matha est une unité urbaine française constituée par la commune de Matha, petite ville de l'arrondissement de Saint-Jean-d'Angély située dans le Nord-Est de la Charente-Maritime.

## Données générales
En 2010, l'INSEE a procédé à une révision des zonages des unités urbaines de la France ; celle de Matha est redevenue une unité urbaine, statut qu'elle avait perdu en 1999. Elle forme une « ville isolée » et l'Insee lui a donné le code 17101. 
C'est au recensement de 1968 que Matha a été catégorisée comme unité urbaine; mais en 1999, du fait d'une forte chute démographique, elle avait été retranchée de la liste des unités urbaines.
En 2007, avec 2 135 habitants, elle constitue la 31e et dernière unité urbaine de Charente-Maritime et elle appartient à la catégorie des unités urbaines de 2 000 à 4 999 habitants.
Sa densité de population qui s'élève à 112 hab/km2 en 2007 en fait une unité urbaine dont la densité de population est plus élevée que celle de la Charente-Maritime qui, à la même date, est de 88 hab/km2.

## Délimitation de l'unité urbaine de 2010
Unité urbaine de Matha dans la délimitation de 2010 et population municipale de 2007
| Commune urbaine | Superficie | Population | Densité de population | Statut       |
| --------------- | ---------- | ---------- | --------------------- | ------------ |
| Matha           | 19,08 km2  | 2 135 hab. | 112 hab/km2           | Ville isolée |

## Sources et références
1. ↑  Composition de l'unité urbaine de  Matha  en 2010 - Source : Insee